# Esteban Villaprado
Esteban Villaprado (* Portoviejo, Ecuador, 21 de febrero de 1992). es un futbolista ecuatoriano que juega de defensa en el Club 5 de Julio de la Segunda Categoría de Ecuador.

## Clubes
| Club                    | País    | Año       |
| ----------------------- | ------- | --------- |
| Liga de Portoviejo      | Ecuador | 2005-2010 |
| Independiente del Valle | Ecuador | 2011      |
| Malecón                 | Ecuador | 2012      |
| Grecia                  | Ecuador | 2012-2013 |
| Delfín SC               | Ecuador | 2014      |
| Club 5 de Julio         | Ecuador | 2014-     |